# Carlos Rakotoarivelo
Carlos Rakotoarivelo est un joueur malgache de pétanque.

## Biographie
Il est droitier et se positionne en tireur. Il est champion du monde en tir de précision en 2007 à Pattaya (Thaïlande) et vice-champion du monde en triplette en 2007,.

## Palmarès

### Séniors

#### Championnats du Monde
Champion du Monde
- Tir de précision 2007 :  Equipe du Madagascar

Finaliste
- Triplette 2007 (avec Patrick Maminirina, Mamod Jacky Dinmamod et Christian Andrianiaina) :  Equipe du Madagascar